# Пам'ятки бучацькі

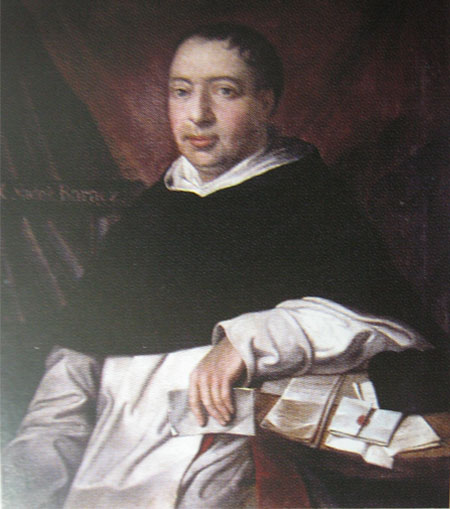
о. Садок Баронч

Пам'ятки бучацькі (пол. Pamiątki buczackie) — праця священика-домініканина о. Садка Баронча ОП про місто Бучач. Вийшла друком 1882 року в друкарні «Ґазети народової» (пол. «Gazety narodowej») у Львові польською мовою. Додатки надруковані латиною. Кошти, отримані від продажу і розповсюдження книги, призначалися для Бучацького повітового шпиталю.

## Про книгу
Автор, зокрема, посилається на «розвідку» про Бучач дослідника минувщини, ченця Бучацького монастиря о. Модеста Гнатевича ЧСВВ, надруковану під назвою «Бучач» у часописі «Слово» Венедиктом Площанським у 1864—1865 роках. Написанню праці сприяв доктор Едвард Кшижановський.

## Зміст
Складається з основної частини та додатків. Основна частина — з наступних розділів:
- Розвій міста (с. 3—40)
- Дідичі міста (с. 40—86)
- Костел (с. 87—108)
- Домініканці (с. 108—111)
- Василіяни (с. 111—132)
- Церква Святого Миколая (с. 132—140)
- Церква Покрови (с. 140—144)
- Церква Різдва Пречистої Діви Марії (пол. Cerkiew Narodzenia Matki Najświętszej, с. 145—146)
- Церква св. Михайла (с. 146)
- Громадський шпиталь (с. 147—148)
- Статистика (с. 148—155).

Додатки — латинські тексти фундаційних та інших грамот власників Бучача:
- А — Міхала Абданка
- В — Міхала та Теодорика Бучацьких
- С — Давида Бучацького
- D — Яна Потоцького
- E — Миколи Василя Потоцького
- F — Миколи Василя Потоцького.